# Kepler-1229
Kepler-1229 là một ngôi sao lùn đỏ nằm cách Trái Đất khoảng 870 năm ánh sáng (270 parsec) trong chòm sao Thiên Nga. Nó được biết là nơi chứa một siêu hành tinh ngoài Trái Đất trong khu vực có thể sinh sống của nó, Kepler-1229b, được phát hiện vào năm 2016.

## Hệ hành tinh
| Thiên thể đồng hành (thứ tự từ ngôi sao ra) | Khối lượng | Bán trục lớn (AU) | Chu kỳ quỹ đạo (ngày) | Độ lệch tâm | Độ nghiêng | Bán kính        |
| ------------------------------------------- | ---------- | ----------------- | --------------------- | ----------- | ---------- | --------------- |
| b                                           | ~2.7 M🜨    | 0.2896            | 86.829                | —           | ~89.5°     | 140+011 −013 R🜨 |